# TV Großwallstadt
TV Großwallstadt er en håndboldklub, fra den tyske by Großwallstadt. I sæsonen 2008/2009 spiller klubben i håndboldbundesligaen.

## Meritter
- Tysk mester: 6 (1978, 1979, 1980, 1981, 1984, 1990)
- Tysk pokalmester: 2 (1979, 1980)
- Vinder af Champions league: 2 (1979, 1980)
- Finalist i Cup Winners' Cup: 2 (1986, 1988)
- Vinder af EHF Cup'en: 1 (1984)
- Vinder af EHF Challenge Cup: 1 (2000)
- Europamester for klubhold: 1 (1980)
- Finalist ved europamesterskaberne for klubhold: 1 (1979)